# نیو کینی (تگزاس)
نیو کینی، تگزاس(به انگلیسی: New Caney, Texas) شهری در ایالت تگزاس از ایالات جنوبی ایالات متحده آمریکا است.